# Protéine M2
La protéine M2 est une protéine de matrice du virus de la grippe A, dont elle est une protéine membranaire intégrale de l'enveloppe. Elle forme une viroporine spécifique des protons H+. Ce canal ionique est un homotétramère de protéines M2 qui se présentent comme des hélices α stabilisées par deux ponts disulfure et qui est actif à pH acide. La protéine M2 est codée, avec la protéine M1, par le septième segment d'ARN viral. La conductance protonique du canal M2 est essentielle pour la réplication virale.
Le virus de la grippe B et le virus de la grippe C codent chacun une protéine appelée respectivement BM2 et CM2 dont la séquence peptidique est différence mais la structure et la fonction biologique sont semblables à celles de la protéine M2.

## Structure
La protéine M2 du virus de la grippe A est formée de trois domaines totalisant 97 résidus d'acides aminés : (1) un domaine N-terminal extracellulaire constituée par les résidus no 1 à 23 ; (2) un domaine transmembranaire constitué par les résidus no 24 à 46 ; (3) un domaine C-terminal cytoplasmique constitué par les résidus no 47 à 97. Le segment transmembranaire, noté TMS, forme le pore du canal ionique. Les résidus importants sont l'imidazole de l'histidine 37, qui joue le rôle de détecteur de pH, et l'indole du tryptophane 41, qui joue le rôle de porte. Ce domaine est la cible de certains antiviraux comme l'amantadine, son dérivé éthylé la rimantadine, et probablement aussi son dérivé méthylé l'adapromine. Les 17 premiers résidus du domaine cytoplasmique de la protéine M2 forment une hélice amphiphile hautement conservée.
Les résidus amphiphiles no 46 à 62 de l'hélice de la queue cytoplasmique jouent un rôle dans l'assemblage et le bourgeonnement du virus. Le virus de la grippe utilise les hélices amphiphiles de la protéine M2 pour modifier la courbure de la membrane à l'aide de molécules de cholestérol au niveau du col à la base du bourgeonnement du virion. Les résidus no 70 à 77 de la queue cytoplasmique sont importants pour la liaison avec la protéine M1 et pour l'infectivité (en) des particules virales produites. Cette région contient également un domaine de liaison à cavéoline, noté CBD. L'extrémité C-terminale du canal se prolonge dans une boucle au niveau des résidus no 47 à 50 qui relie le domaine transmembranaire à l'hélice amphiphile C-terminale, laquelle comprend les résidus no 46 à 62. Deux structures à haute résolution différentes de formes tronquées de protéine M2 ont été publiées : la structure cristallisée d'une forme mutée de la région transmembranaire (résidus no 22 à 46) ainsi qu'une version plus longue de la protéine (résidus no 18 à 60) contenant la région transmembranaire et un segment du domaine C-terminal analysée par RMN.
Ces deux structures suggèrent également des sites de liaison différents pour les antiviraux de la classe des adamantanes. Selon la structure cristallisé à pH faible, une molécule d'amantadine unique se lie au milieu du pore, entourée par les résidus Val27, Ala30, Ser30 et Gly34. La structure étudiée par RMN, quant à elle, montre quatre molécules de rimantadine liées à l'extérieur du pore sur le bord au contact avec la bicouche lipidique et interagissant avec les résidus Asp44 et Arg45. Une étude par spectroscopie RMN montre que le canal M2 présente deux sites de liaison pour l'amantadine, un site d'affinité élevée du côté du lumen C-terminal et un autre site, d'affinité plus faible, du côté C-terminal sur la surface de la protéine.

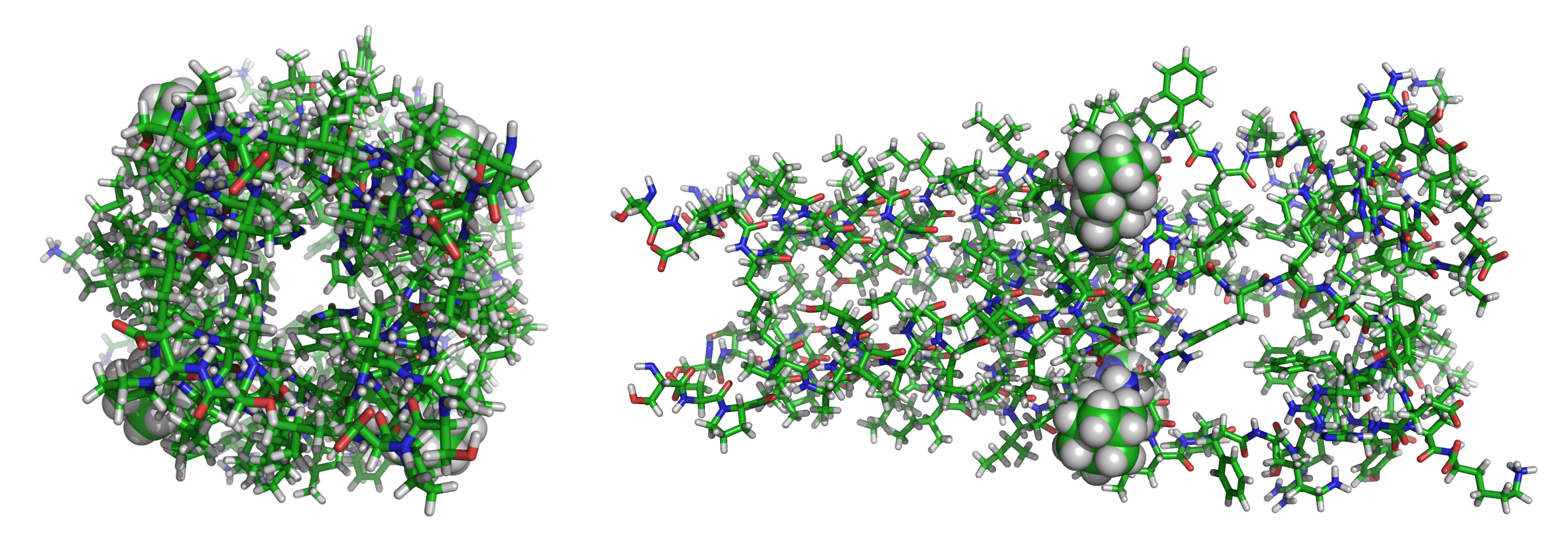
Protéine M2 du virus de la grippe A complexée avec la rimantadine (PDB 2RLF)

## Protéine M2 du virus de la grippe B
Le protéine M2 du virus de la grippe B est un homotétramère de chaînes peptidiques longues de 109 résidus d'acides aminés. C'est un homologue fonctionnel de la protéine M2 du virus de la grippe A, bien que la séquence de ces deux protéines ne présente pratiquement aucune similitude, hormis le motif HXXXW — His–Xaa–Xaa–Xaa–Trp — du segment transmembranaire, séquence nécessaire à la fonction de canal ionique. Son profil conductance protonique / pH est semblable à celui de la protéine M2 du virus de la grippe A. Le canal ionique de la protéine M2 du virus de la grippe B est cependant plus élevée, et cette activité est totalement insensible à l'amantadine et à la rimantadine.

## Sélectivité et conductance protonique
Le canal ionique de la protéine M2 du virus de la grippe A et du virus de la grippe B est très sélectif pour les protons. Ce canal est activé par un pH faible (acide) et a une faible conductance. Cette sélectivité pour les protons et cette modulation de la conductance par le pH proviennent des résidus d'histidine en position 37 (His37). Le remplacement de ce résidu d'histidine par de la glycine, de l'alanine, du glutamate, de la sérine ou de la thréonine conduit à la perte de la sélectivité pour les protons et la protéine mutante peut également transporter des ions sodium Na+ et potassium K+. L'adjonction d'imidazole à des cellules exprimant de telles protéines modifiées permet de restaurer partiellement la sélectivité pour les protons. Il est possible que le mécanisme de conduction implique un échange de protons entre l'imidazole du résidu d'histidine 37 de la protéine M2 et des molécules d'eau confinées dans l'intérieur du canal de cette protéine.
Les molécules d'eau dans les pores forment des réseaux liés par liaisons hydrogène formant des « câbles aqueux » à partir de l'entrée du canal vers résidu His37. Les groupes carbonyle qui tapissent les pores sont situés aux bons endroits pour stabiliser les ions hydronium à travers des interactions impliquant des molécules d'eau de pontage. Le basculement collectif de l'orientation des liaisons hydrogène pourrait contribuer à la directionnalité du flux de protons dans la mesure où le résidu d'histidine 37 est protoné et déprotoné dynamiquement au cours du cycle de conduction. Les résidus d'histidine 37 forment une structure en forme de boîte délimitée de part et d'autre par des grappes de molécules d'eau avec des atomes d'oxygène bien ordonnés à proximité. 